# Annellophragmia
Annellophragmia är ett släkte av svampar. Annellophragmia ingår i divisionen sporsäcksvampar och riket svampar.